# 兆禧站
兆禧站（英語：Siu Hei Stop）是香港輕鐵的車站之一，代號240，屬單程車票第1收費區，共有2個月台，共有3條輕鐵路線途經此站。兆禧站處於湖景路近湖安街，在兆禧苑北面。
本站是輕鐵第二期新車站之一，於1991年11月啟用。

## 車站結構

### 車站樓層
| 地面              | 出口 | 兆禧苑 |   |  |
| 地面              | 月台 | \| 側式 · 開左邊车门 \| \| \| \| \| \| \| \| 輕鐵507綫往田景（屯門泳池） 輕鐵614綫往元朗（屯門泳池） 輕鐵614P綫往兆康（屯門泳池） \| 1 \| \| \| \| 2 \| 輕鐵507綫往屯門碼頭（終點站） 輕鐵614綫往屯門碼頭（終點站） 輕鐵614P綫往屯門碼頭（終點站） \| \| \| \| 側式 · 開左邊车门 \| \| \| \| \| |   |  |
| 地面              | 出口 | 悅湖山莊、䨇寓、青山分區警署 |   |  |
| 側式 · 開左邊车门 |      | |   |  |
|                   |      | 輕鐵507綫往田景（屯門泳池） 輕鐵614綫往元朗（屯門泳池） 輕鐵614P綫往兆康（屯門泳池） | 1 |  |
|                   | 2    | 輕鐵507綫往屯門碼頭（終點站） 輕鐵614綫往屯門碼頭（終點站） 輕鐵614P綫往屯門碼頭（終點站） |   |  |
| 側式 · 開左邊车门 |      | |   |  |

### 車站周邊
- 湖景邨
- 兆禧苑
- 悅湖山莊
- 䨇寓
- 仁濟醫院羅陳楚思小學
- 東華三院辛亥年總理中學
- 迦密唐賓南紀念中學
- 明愛社區書院–屯門
- 青山分區警署
- 青山魚類批發市場
- 湖康母嬰健康院（湖康街2號）
- 屯門避風塘
- 湖山網球場、草地滾球場
- 屯門第44區聯用綜合大樓
- 屯門湖康診所

## 外部連結
- 港鐵公司 - 輕鐵街道圖（页面存档备份，存于）
- 港鐵公司 - 輕鐵行車時間表（页面存档备份，存于）